# Amado García Guerrero
Amado García Guerrero (La Romana, 2 de junio de 1931 - Santo Domingo, 2 de junio de 1961) fue un militar dominicano. Fue uno de los conspiradores de la muerte de Rafael Leónidas Trujillo Molina, considerado uno de los mayores dictadores en América Latina (quien gobernó de 1930 hasta 1961).

## Biografía
Se destacó en el Ejército Nacional y fue integrado al cuerpo de ayudantes militares de Trujillo, donde fue el encargado de facilitar la información sobre la ubicación y movimientos necesarios para asesinarlo la noche del 30 de mayo de 1961, rumbo a la hacienda María en San Cristóbal. García Guerrero participó directamente en la emboscada y disparó contra Trujillo y su chofer.

## En escritos
Su historia ha sobresalido en varios relatos y escritos por su importancia en dicho acto. Mario Vargas Llosa en su novela La Fiesta del Chivo, es un relato ficticio que en ocasiones es confundido con su propia historia. Sin embargo, el mismo Vargas Llosa expresó que no corresponde exactamente con lo sucedido. 
Es descrito en el libro de Mario Vargas Llosa, "La Fiesta del Chivo" que García Guerrero fue un soldado que en una prueba militar para probar su lealtad al régimen, ejecutó a un hombre forzado por efectivos del SIM. Al poco tiempo se enteró de que el hombre que había matado era el hermano de Luisa Gil. Salvador Estrella Sadhalá trató de consolarlo diciendo: "Es una mentira Amadito, pudo haber sido cualquier otro hombre. Él te engañó, olvídate de lo que te dijo. Olvídate de lo que hiciste."
Otro de los relatos es, según Bernard Diederich, que la razón de la negativa de Trujillo al matrimonio de García se debía a que el hermano de su novia había buscado asilo político en una embajada extranjera de la capital dominicana producto de la persecución a éste por su propaganda antitrujillista. Más tarde, García recibió órdenes de dispararle (algunos dicen que lo pusieron a ver la ejecución) a una víctima en una de las cárceles del SIM. García siguió órdenes con la esperanza de salvarse a sí mismo y salvar a aquel hombre de más torturas. Más tarde, García le contó sus problemas a Estrella Sadhalá y juró asesinar a Trujillo (Diederich, 74). Siguiendo su juramento, García, el más joven de los conspiradores, se unió a sus nuevos camaradas en pro de matar a Trujillo.

## Filmografía
En julio del año 2013 se estrenó la película El Teniente Amado realizada por Luis Eduardo Lora (Huchi) y el director Félix Limardo, y la cual, también es un relato ficticio y no puede ser tomado como un patrón histórico. El teniente es un ejemplo de las atrocidades sufridas por el pueblo dominicano durante la dictadura. 
Entre los motivos de la traición de Amado García Guerrero contra Trujillo se saben de los siguientes:
1. Trujillo le negó el permiso a García para casarse con Luisa Gil, porque su hermano, René Gil, era supuestamente un peligroso comunista rebelde (que, según algunos historiadores, murió buscando asilo en una embajada, siendo impactado por efectivos del Servicio de Inteligencia Militar (SIM).[2]
2. Otras versiones dicen que el SIM forzó a García a matar a un prisionero, que más tarde resultó ser el hermano de su prometida, cosa que nunca ha sido comprobada y que está plasmada en la novela de Vargas Llosa y, por tal razón, muchos la confunden con un relato histórico.

## Ajusticiamiento de Trujillo
El 30 de mayo de 1961, los hombres que se propusieron esa noche atrapar vivo o asesinar al jefe se separaron en varios autos, el principal llevaba a Amado García, quien junto a los otros cuatro ajustició al dictador. García averiguó que esa noche Trujillo saldría sin sus guardaespaldas y sólo con su chófer (cosa que hacía cuando acudía a una relación extramatrimonial, de las cuales muchas le eran conocidas). Los hombres que lo acompañaron en el complot fueron:
1. Modesto Díaz Quezada,
2. Luis Manuel Cáceres Michel, (alias Tunti)
3. Juan Tomás Díaz
4. Manuel de Ovín Filpo (inmigrante español y técnico agrónomo)
5. Salvador Estrella Sadhalá (alias "El Turco")
6. Huáscar Antonio Tejeda Pimentel
7. Luis Amiama Tió
8. Antonio Imbert Barrera
9. Antonio de la Maza
10. Roberto Pastoriza Neret
11. Pedro Livio Cedeño Herrera

Esa misma noche, 30 de mayo de 1961, dieron persecución al Oldsmobile Sedan 1957 azul cielo con capota blanca, conducido por el chofer de Trujillo, Zacarías de la Cruz, quien al darse cuenta de la persecución aceleró obligando al carro interceptor a acelerar y a disparar contra el vidrio tratando de herirlo. Al no lograrlo, empezaron a disparar contra el vidrio de atrás para matar a Trujillo. Zacarias frenó en la mitad de la calle por un impacto de bala y el carro conducido por Imbert Barreras, acompañado de Antonio de la Maza, Salvador Estrella Sadhalá y Amado García frenó más adelante propiciando un enfrentamiento de disparos del cual salió muerto el hombre conocido como el Generalísimo, el jefe y el Benefactor de la patria nueva, exageraciones estas de sus adeptos.

## Muerte
El 2 de junio de 1961 agentes del Servicio de Inteligencia Militar entraron a la casa número 55 de la avenida San Martín (residencia propiedad de familiares de García) donde encontraron al teniente Amado García Guerrero escondido. Después de responder a los ataques de los agentes del SIM, cayó abatido.